# Malá Losenice
Malá Losenice är en ort i Tjeckien.   Den ligger i regionen Vysočina, i den centrala delen av landet, 110 km sydost om huvudstaden Prag. Malá Losenice ligger 585 meter över havet och antalet invånare är 279.
Terrängen runt Malá Losenice är lite kuperad. Runt Malá Losenice är det ganska tätbefolkat, med 78 invånare per kvadratkilometer. Närmaste större samhälle är Havlíčkův Brod, 15,6 km väster om Malá Losenice. Trakten runt Malá Losenice består till största delen av jordbruksmark.